# Test T-kwadrat Hotellinga
Test T-kwadrat Hotellinga (ang. Hotelling T2 test) – test statystyczny, w ramach którego testuje się hipotezę dotyczącą co najmniej dwóch średnich arytmetycznych. Jest to jedna z metod statystyki wielowymiarowej. Statystyka testowa ma rozkład T² Hotellinga.
Można wyróżnić następujące rodzaje testów T-kwadrat Hotellinga:
- dla pojedynczej próby,
- dla grup niezależnych,
- dla grup zależnych,
- dla grup niezależnych z korektą dla różnych wariancji.

Test T-kwadrat Hotellinga dla prób niezależnych może być postrzegany jako alternatywa dla MANOVY.